# Hronzata Kędzierzawy
Hronzata Kędzierzawy (XII wiek) – pierwszy znany z imienia kasztelan kłodzki z drugiej połowy XII wieku.
Nie znamy szczegółów dotyczących jego życia, co wynika z małej liczby źródeł dotyczących dziejów ziemi kłodzkiej z okresu pełnego średniowiecza, ale wiadomo, że był on słowiańskiego pochodzenia. Zajmował stanowisko kasztelana kłodzkiego za panowania króla czeskiego, Władysława II Przemyślidy. Jego imię wzmiankowane jest w dokumencie wydanym przez tego władcę w 1169 roku, dotyczącym darowizny na rzecz Kościoła katolickiego, gdzie wzmiankowany jest jako Roznata, castellanus de Cladzco.